# Wspólnota administracyjna Biberach an der Riß
Wspólnota administracyjna Biberach an der Riß – wspólnota administracyjna (niem. Vereinbarte Verwaltungsgemeinschaft) w Niemczech, w kraju związkowym Badenia-Wirtembergia, w rejencji Tybinga, w regionie Donau-Iller, w powiecie Biberach. Siedziba wspólnoty znajduje się w mieście Biberach an der Riß.
Wspólnota administracyjna zrzesza jedno miasto i siedem gmin wiejskich:
- Attenweiler, 1 736 mieszkańców, 27,21 km²
- Biberach an der Riß, miasto, 32 394 mieszkańców, 72,16 km²
- Eberhardzell, 4 160 mieszkańców, 59,72 km²
- Hochdorf, 2 139 mieszkańców, 23,77 km²
- Maselheim, 4 373 mieszkańców, 47,03 km²
- Mittelbiberach, 4 030 mieszkańców, 23,68 km²
- Ummendorf, 4 353 mieszkańców, 20,66 km²
- Warthausen, 5 008 mieszkańców, 26,0 km²